# Grande Marcha do Retorno
Grande Marcha do Retorno (em árabe: مسیرة العودة الكبرى, translit. Masīra al-ʿawda al-kubrā) foi uma série de manifestações realizadas todas as sextas-feiras na Faixa de Gaza, perto da fronteira Gaza-Israel, de 30 de março de 2018 a 27 de dezembro de 2019, nas quais as forças israelenses mataram um total de 223 palestinos. Os manifestantes exigiram que os refugiados palestinos fossem autorizados a retornar às terras de onde foram deslocados no que hoje é Israel. Eles protestaram contra o bloqueio terrestre, aéreo e marítimo de Israel à Faixa de Gaza e o reconhecimento de Jerusalém como capital de Israel pelos Estados Unidos.
As primeiras manifestações foram organizadas por ativistas independentes, mas a iniciativa foi logo endossada pelo Hamas, os governantes da Faixa de Gaza, bem como outras grandes facções em Gaza. Os ativistas que planejaram a Grande Marcha do Retorno pretendiam que durasse apenas de 30 de março de 2018 (Dia da Terra) a 15 de maio (Dia da Nakba), mas as manifestações continuaram por quase 18 meses até que o Hamas anunciou em 27 de dezembro de 2019 que seriam adiadas. Trinta mil palestinos participaram da primeira manifestação em 30 de março. Protestos maiores ocorreram nas sextas-feiras seguintes, 6 de abril, 13 de abril, 20 de abril, 27 de abril, 4 de maio e 11 de maio — cada um dos quais envolveu pelo menos 10.000 manifestantes — enquanto um número menor compareceu às atividades durante a semana.
A maioria dos manifestantes manifestou-se pacificamente longe da barreira fronteiriça. Peter Cammack, um membro do Programa do Oriente Médio no Fundo Carnegie Para a Paz Internacional, argumentou que a marcha indicou uma nova tendência na sociedade palestina e no Hamas, com uma mudança da violência para formas não violentas de protesto. No entanto, grupos menores tentaram violar a cerca, rolando pneus e atirando pedras e coquetéis molotov. As autoridades israelenses disseram que as manifestações foram usadas pelo Hamas como cobertura para lançar ataques contra Israel.
Pelo menos 189 palestinos foram mortos entre 30 de março e 31 de dezembro de 2018.(p6) Uma comissão independente das Nações Unidas disse que pelo menos 29 dos 189 mortos eram militantes. Outras fontes afirmam um número maior, de pelo menos 40. Soldados israelenses dispararam gás lacrimogêneo e munição real. De acordo com Robert Mardini, chefe do Oriente Médio do Comitê Internacional da Cruz Vermelha (CICV), mais de 13.000 palestinos foram feridos em 19 de junho de 2018. A maioria foi gravemente ferida, com cerca de 1.400 atingidos por três a cinco balas. Nenhum israelense foi fisicamente ferido de 30 de março a 12 de maio, até que um soldado israelense foi relatado como levemente ferido em 14 de maio, o dia em que os protestos atingiram o pico. No mesmo dia, 59 ou 60 palestinos foram mortos a tiros em doze pontos de confronto ao longo da cerca da fronteira. O Hamas reivindicou 50 deles como seus militantes, e a Jihad Islâmica reivindicou 3 dos 62 mortos como membros de sua ala militar. Cerca de 35.000 palestinos protestaram naquele dia, com milhares se aproximando da cerca.
O uso de força letal por Israel foi condenado em 13 de junho de 2018 em uma resolução da Assembleia Geral das Nações Unidas. Condenações também vieram de organizações de direitos humanos, incluindo Human Rights Watch, B'Tselem, e Anistia Internacional, e por funcionários das Nações Unidas. O Kuwait propôs duas declarações do Conselho de Segurança das Nações Unidas, ambas bloqueadas pelos Estados Unidos, que pediam investigações sobre o assassinato de manifestantes palestinos por Israel. O governo israelense elogiou as tropas israelenses por protegerem a cerca da fronteira. A cobertura da mídia sobre as manifestações, e o que foi denominado de "batalha de relações públicas", tem sido objeto de análise e controvérsia. No final de fevereiro de 2019, uma comissão independente do Conselho de Direitos Humanos das Nações Unidas descobriu que dos 489 casos de mortes ou ferimentos palestinos analisados, apenas dois foram possivelmente justificados como respostas ao perigo pelas forças de segurança israelenses. A comissão considerou os restantes casos ilegais e concluiu com uma recomendação apelando a Israel para que examinasse se tinham sido cometidos crimes de guerra ou crimes contra a humanidade e, em caso afirmativo, levasse os responsáveis a julgamento.